# Carsten Gabbert
Carsten Gabbert  (* 1. Juli 1973 in Lahr/Schwarzwald) ist ein deutscher Politiker (Bündnis 90/Die Grünen). Er ist seit dem 1. April 2024 Regierungspräsident des Regierungsbezirks Freiburg. Von 2004 bis 2020 war er Bürgermeister von Schuttertal.

## Leben
Gabbert absolvierte eine kaufmännische Ausbildung und legte das Wirtschaftsabitur ab. Er studierte Geschichte und Germanistik an der Albert-Ludwigs-Universität Freiburg. Anschließend war er in der freien Wirtschaft tätig.
Gabbert ist seit 1994 Mitglied von Bündnis 90/Die Grünen. Im Frühjahr 2004 wurde er mit 53,2 Prozent der Stimmen zum Bürgermeister von Schuttertal gewählt. Er trat das Amt am 1. Juli 2004 an. Am 29. April 2012 wurde er mit 94,4 Prozent der Stimmen für eine zweite Amtszeit wiedergewählt. Bei der Bürgermeisterwahl 2020 trat er nicht erneut an. Von 2020 bis 2024 war er als Berater tätig.
Zum 1. April 2024 wurde er als Nachfolger von Bärbel Schäfer zum Regierungspräsidenten des Regierungsbezirks Freiburg ernannt.